# Linda Bellos
Linda Ann Bellos (Londres, 13 de diciembre de 1950)es una empresaria británica, feminista radical y activista por los derechos LGBTQ. En 1981 se convirtió en la primera mujer afrodescendiente en unirse al colectivo Spare Rib. Fue elegida miembro del Ayuntamiento de Lambeth en Londres en 1985 y fue líder del consejo de 1986 a 1988. 

## Primeros años de vida
Bellos nació en Londres de madre judía polaca blanca, Renee Sackman, y padre yoruba nigeriano, Emmanuel Adebowale, que venía de Uzebba y se había unido a la marina mercante durante la Segunda Guerra Mundial. Renee Sackman fue repudiada por su familia por casarse con un cristiano africano.  Criado en Brixton, Bellos se educó en la Escuela Secundaria Moderna para Niñas Silverthorne, la Escuela Integral Dick Sheppard y la Universidad de Sussex (1978–81). 

## Carrera

### Feminismo
Bellos es una feminista radical y fue la primera lesbiana no blanca en unirse al colectivo feminista Spare Rib en 1981.  Critica la “obtención de puntos” del movimiento y la manera en que, en su opinión, el movimiento de mujeres estaba dominado por mujeres blancas de clase media.  Rechaza el término “mestizo” porque considera que todo intento de definir la raza se reduce a definiciones del color de la piel. En su lugar, utiliza el término “herencia mixta”. Bellos es una persona de ascendencia judía africana y de Europa del Este. Utiliza el término político inclusivo de “negro” para describirse a sí misma.

### Política
Fue vicepresidenta de la exitosa campaña de las Secciones Negras del Partido Laborista para seleccionar candidatos parlamentarios y locales africanos, caribeños y asiáticos dentro del Partido Laborista.
En 1985, Bellos fue elegido concejal laborista del Ayuntamiento de Lambeth London y fue líder del consejo entre 1986 y 1988. Fue la segunda mujer negra en convertirse en líder de una autoridad local británica, después de Merle Amory en el distrito de Brent, en el noroeste de Londres. Bellos dimitió como líder el 21 de abril de 1988, tras disputas dentro del Partido Laborista sobre la fijación del presupuesto del consejo. Fue una figura prominente en la política de izquierda en Londres en la década de 1980 y The Sun la calificó de miembro de la "Izquierda Loony". Bellos intentó convertirse en candidato parlamentario, sin éxito, sobre todo para Vauxhall, al sur de Londres, en el distrito de Lambeth, donde hubo elecciones parciales en 1989, tras la dimisión del diputado Stuart Holland. La vicepresidenta de las Secciones Negras, Martha Osamor, fue elegida por el partido local como posible candidata parlamentaria, pero el líder laborista Neil Kinnock la rechazó por considerarla demasiado izquierdista, quien consiguió que el partido nacional impusiera a Kate Hoey. Bellos era la tesorera del Movimiento de Reparaciones de África (Reino Unido). Fue copresidenta de la Red LGBT de Southwark hasta febrero de 2007 y asesora del Consejo de Southwark . De 2000 a 2003, fue copresidenta del Grupo Asesor LGBT de la Policía Metropolitana.  Linda cofundó Design for Diversity con el Dr. Tony Malone en 2004. Los dos fundadores trabajaron con la asociación en proyectos durante 5 años. Linda continúa una estrecha amistad con Tony a pesar de sus diferentes puntos de vista sobre los derechos de las personas trans.

### Igualdad
Como feminista lesbiana, Bellos argumentó firmemente a principios de la década de 1980 que un enfoque inclusivo de las cuestiones de las mujeres debe tener en cuenta la clase social, la identidad étnica minoritaria y mayoritaria, la discapacidad, la identidad sexual y la religión. Este enfoque era impopular en ese momento. Más recientemente, Bellos enseña a los empleadores y a su personal a aplicar la Ley de Igualdad de 2010, la Ley de Derechos Humanos de 1998 y otras leyes de igualdad. En particular, impulsó el Mes de la Historia Afroamericana en el Reino Unido mientras presidía la Unidad de Política Estratégica de Londres. Bellos ha trabajado para incorporar la igualdad en muchos organismos públicos, incluido el ejército británico y el servicio de policía metropolitana. Fue asesora independiente de la Policía Metropolitana, la Fiscalía de la Corona y la Asociación de Jefes de Policía. Es miembro fundadora y expresidenta del Instituto de Profesionales de la Igualdad y la Diversidad.  

### Asesorías
Bellos ofrece servicios de formación y consultoría sobre igualdad, diversidad y derechos humanos a los sectores comercial, público y sin fines de lucro del Reino Unido. Su empresa se llama Linda Bellos Associates.

### Radio, televisión y escritura
Bellos es invitada habitual en programas de radio y televisión, contribuyendo a debates sobre muchos temas, incluidos la igualdad, los derechos humanos y el feminismo. Como autora, ha contribuido a varias antologías, incluida IC3: The Penguin Book of New Black Writing in Britain. 

## Vida personal
En 1970 se casó con Jonathan Bellos, tuvieron dos hijos, en 1974 y 1976. Se declaró lesbiana en 1980 y su matrimonio terminó en divorcio en 1983.   Linda dejó a sus hijos para vivir en una comuna exclusivamente femenina.El 21 de diciembre de 2005, Bellos y su pareja, Caroline Jones, formaron una sociedad civil :  Caroline murió en 2015. En 2020, Bellos se asoció civilmente con Marian Davis. 

## Premios
El 9 de diciembre de 2002, Bellos recibió (junto con Stephen Bourne) el Premio al Voluntario de la Policía Metropolitana "en reconocimiento a su destacada contribución al apoyo a la comunidad local”. En 2006, recibió un OBE en los Honores de Año Nuevo de la Reina por sus servicios a la diversidad.  Se mostró reticente a recibir el premio porque considera obsoleta su asociación con un Imperio desaparecido y que el Honor debería cambiar de nombre. Su familia la animó a aceptarlo. 